# Gameforge
Gameforge AG (dawniej Gameforge GmbH) – niemiecki producent i wydawca gier komputerowych. Przedsiębiorstwo zostało założone w Karlsruhe w grudniu 2003 roku przez Klaasa Kerstinga i Alexandra Roesnera.
Studio (właściwie spółka Gameforge Productions GmbH) produkuje głównie gry przeglądarkowe. Do jego dokonań zaliczają się OGame (2002, umiejscowiona w odległej przyszłości gra strategiczna), Gladiatus: Hero of Rome (2007, gra MMO o starożytnych gladiatorach), Ikariam (2008, gra strategiczna o rozbudowie osady w starożytnej Grecji) oraz KingsAge (2008, gra strategiczna o władaniu średniowiecznym królestwem).
W 2012 roku spółka postanowiła wejść na rynek gier mobilnych. Opublikowała mobilne gry takie jak: Vampires Game, Mafia Game, Stone Age Game, War Game, Knight Game.

## Gry

### OGame
Komputerowa gra strategiczna rozgrywana w przeglądarce, wydana w 2003 roku.

### Metin2
Gra komputerowa z gatunku MMORPG, w której gracze rywalizują w trzech odrębnych królestwach, rozwijana od stycznia 2002 roku, wydana w marcu 2005 roku.

### BattleKnight
Gra została uruchomiona w 2006 roku.
BattleKnight jest bezpłatną internetową grą online. Gracz zdobywa doświadczenie, kupuje przedmioty, podnosi statystyki. Gra jest bliźniaczo podobna do równolegle rozwijanej gry Knight Fight grupy RedMoon Studios i bazuje na tym samym silniku, co wcześniej wydane gry BiteFight/MonstersGame. Postać (rycerza) można prowadzić dwiema drogami – dobrą i złą – wysyłać na misje osłaniające lub napady. W polskiej wersji gry dostępnych jest 21 serwerów.

### Ikariam
Ikariam jest darmową, powstałą w 2006 roku, strategiczną grą internetową, opartą na przeglądarce internetowej.
Świat podzielony jest na kilkadziesiąt archipelagów, każdy archipelag składa się z kilku wysp, na każdej wyspie znajduje się do szesnastu (początkowo dziesięć) + jedno do wykupienia za "ambrozję" sterowanych przez graczy osad.
W rozgrywce położono nacisk na współpracę, handel i dyplomację. Na każdej z wysp jest dostęp do drewna (podstawowy surowiec) oraz do jednego z czterech surowców luksusowych (wino, marmur, kryształ lub siarka) – dlatego początkowy rozwój imperium jest w dużym stopniu uzależniony od szybkiego kontaktu z sąsiadami i sprawnej wymiany dóbr. Gracz nie rozwija swojej własnej ekonomii – zamiast tego, wszyscy gracze na danej wyspie posiadają i rozbudowują wspólny: tartak, winnice, kamieniołom, kopalnię kryształu i kopalnię siarki za pomocą drewna. Militarny aspekt rozgrywki jest utrudniony ze względu na obecność magazynów utrudniających rabunek oraz wysokich kosztów wypraw wojennych.

### AirRivals
Gra komputerowa z gatunku MMORPG, wydana w 2009 roku.

### Runes of Magic
Darmowa gra wzorowana na światach World of Warcraft oraz Ultima Online. Wydana po raz pierwszy w 2009 roku.

### Pozostałe gry
- BiteFight (2006)
- Nostale – gra z gatunku MMORPG w konwencji anime, wydana w 2007 roku[9]
- Gladiatus: Hero of Rome (2007)
- Elsword Online (2007 Korea Płd. 8 lutego 2012 Polska)
- 4Story (2008)
- Aion(2008 Korea Płd., 31 lipca 2013 Polska)
- KingsAge (2008)
- Wizard101 (2008 Stany Zjednoczone)
- Gates of Andaron (2009)
- Hellbreed (2011)